# CONCACAF Champions' Cup 1983
La CONCACAF Champions' Cup 1983 è stata la 19ª edizione della massima competizione calcistica per club centro-nordamericana.

## Risultati

### Zona Centro-Nord America

#### Primo turno
| Squadra 1      | Totale | Squadra 2       | Andata | Ritorno |
| -------------- | ------ | --------------- | ------ | ------- |
| Motagua        | 3 - 4  | Pancyprian F.   | 2 - 1  | 1 - 3   |
| Comunicaciones | 2 - 4  | Atlante         | 2 - 2  | 0 - 2   |
| Atlético Marte | a tav. | Municipal Punt. | -      | -       |
| Independiente  | a tav. | Detroit Express | -      | -       |
| Olimpia        | 1 - 3  | Tigres UANL     | 0 - 1  | 1 - 2   |
| Saprissa       | 2 - 3  | Suchitepéquez   | 2 - 2  | 0 - 1   |

#### Secondo turno
| Squadra 1      | Totale | Squadra 2     | Andata | Ritorno |
| -------------- | ------ | ------------- | ------ | ------- |
| Pancyprian F.  | 3 - 4  | Atlante       | 1 - 1  | 2 - 3   |
| Atlético Marte | 2 - 3  | Independiente | 2 - 3  | 0 - 0   |
| Tigres UANL    | 1 - 4  | Suchitepéquez | 1 - 1  | 0 - 3   |

#### Terzo turno
- Suchitepéquez qualificato direttamente al quarto turno.

| Squadra 1 | Totale | Squadra 2     | Andata | Ritorno |
| --------- | ------ | ------------- | ------ | ------- |
| Atlante   | a tav. | Independiente | -      | -       |

#### Quarto turno
| Squadra 1     | Totale | Squadra 2 | Andata | Ritorno |
| ------------- | ------ | --------- | ------ | ------- |
| Suchitepéquez | 2 - 8  | Atlante   | 2 - 2  | 0 - 6   |

### Zona Caraibi

#### Primo turno
| Squadra 1     | Totale | Squadra 2        | Andata | Ritorno |
| ------------- | ------ | ---------------- | ------ | ------- |
| SUBT          | 5 - 4  | Kentucky Memphis | 5 - 0  | 0 - 4   |
| Defence Force | 1 - 3  | Robinhood        | 0 - 1  | 1 - 2   |
| Leo Victor    | 4 - 5  | Dakota           | 1 - 5  | 3 - 0   |

#### Secondo turno
- SUBT qualificato direttamente al terzo turno.

| Squadra 1 | Totale | Squadra 2 | Andata | Ritorno |
| --------- | ------ | --------- | ------ | ------- |
| Robinhood | 5 - 1  | Dakota    | 5 - 1  | 0 - 0   |

#### Terzo turno
| Squadra 1 | Totale | Squadra 2 | Andata | Ritorno |
| --------- | ------ | --------- | ------ | ------- |
| SUBT      | 1 - 4  | Robinhood | 1 - 2  | 0 - 2   |

### Finale

#### Andata
| Paramaribo 22 gennaio 1984                     | Robinhood | 1 – 1  | Atlante | Stadio Nazionale |
| \| \| \| \| \| André \| Marcatori \| Farfán \| |           |        |         |                  |
|                                                |           |        |         |                  |
| André                                          | Marcatori | Farfán |         |                  |

#### Ritorno
| Città del Messico 1 febbraio 1984                                         | Atlante   | 5 – 0 | Robinhood | Estadio Azulgrana |
| \| \| \| \| \| Farfán 4’, 63’ Castro 9’, 47’ Moses 70’ \| Marcatori \| \| |           |       |           |                   |
|                                                                           |           |       |           |                   |
| Farfán 4’, 63’ Castro 9’, 47’ Moses 70’                                   | Marcatori |       |           |                   |